# Afrosoma capense
Afrosoma capense är en skalbaggsart som först beskrevs av Wiedemann in Germar och Christian Rudolph Wilhelm Wiedemann 1821.  Afrosoma capense ingår i släktet Afrosoma och familjen stumpbaggar. Inga underarter finns listade i Catalogue of Life.